# Басханов, Ислам Асаевич
Ислам Асаевич Басханов (11 декабря 1976) — российский футболист.

## Карьера
Начинал свою профессиональную карьеру в чемпионате Азейрбаджана. В сезоне 1998/99 Басханов провел 1 матч в высшей лиге за бакинский «Нефтчи».
В 2000 году Басханов приехал в Россию. Два года выступал за любительские коллективы, а в 2002 году перешёл в «Ангушт». В 2005 году вместе с командой одержал победу во Втором дивизионе в зоне «Юг». В 2006 году после вылета «Ангушта» из Первого дивизиона и расформирования команды завершил свою карьеру.

## Достижения
- Победитель зоны «Юг» Второго дивизиона: 2006